# Малян, Давид Мелкумович
Дави́д Мелкумович Маля́н (арм. Դավիթ Մալյան); 1904—1976) — советский, армянский актёр театра и кино, театральный режиссёр, педагог. Народный артист СССР (1974).

## Биография
Родился 4 (17) апреля 1904 года в Закаталы (ныне в Азербайджане) в семье, где было пятеро детей — четыре сына и дочь.
Учился в местной церковно-приходской школе. В 1918 году с семьей переехал в Грузию, сначала в Телави, затем в Тифлис. В Телави принимал участие в спектаклях любительских театральных трупп на армянском и грузинском языках.
В 1922—1924 годах учился в драматической студии «Айартун» Тифлисского армянского дома искусств под руководством А. С. Бурджаляна и С. Г. Капанакяна.
С 1924 года недолго работал в 1-м Государственном театре Армении (ныне Армянский театр имени Сундукяна) в Ереване. Затем играл в Тбилисском армянском театре, во 2-м Государственном театре Армении в Ленинакане (ныне Гюмрийский драматический театр им. Вардана Аджемяна) (1928—1930), Ереванском рабочем театре (1930—1932). Затем — актёр киностудии «Арменфильм».
В 1937 году возвратился в Армянский театр им. Г. М. Сундукяна, где работал до конца жизни. Выступал как режиссёр.
С 1926 года снимался в кино.
Член ВКП(б) с 1942 года. Депутат Верховного Совета Армянской ССР 2-го созыва.
Автор книги «Люди и встречи» (1974).
Скончался 17 июля 1976 года в Ереване. Похоронен на Тохмахском кладбище.

### Семья
- Жена — Перчуи Амаяковна Симонян
- Племянник — Малян, Генрих Суренович (1925)—(1988), кинорежиссёр. Народный артист СССР (1982).

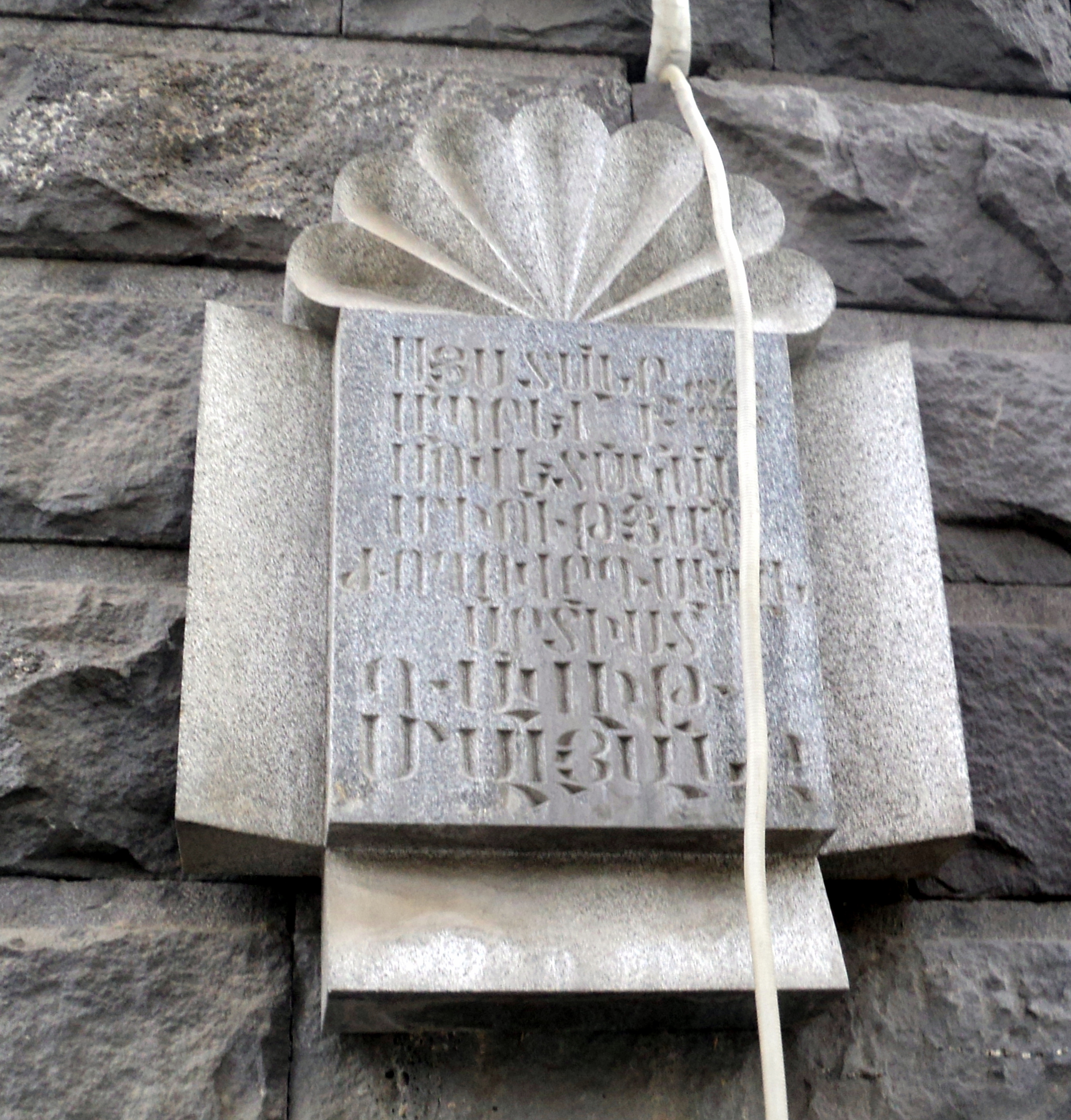

## Награды и звания
- Заслуженный артист Армянской ССР (1936)[3]
- Народный артист Армянской ССР (1942)
- Народный артист СССР (1974)
- Сталинская премия второй степени (1950) — за исполнение роли в спектакле «Эти звёзды наши» Г. А. Тер-Григоряна и Л. А. Карагезяна.
- Сталинская премия третьей степени (1952) — за исполнение роли в спектакле «Дерзание» М. Ф. Овчинникова
- Два ордена Трудового Красного Знамени (1944, 1956)
- Медаль «За оборону Кавказа»
- Медаль «За доблестный труд в Великой Отечественной войне 1941—1945 гг.»

## Творчество

### Роли в театре
- 1929 — «Доходное место» А. Н. Островского — Жадов
- 1937 — «На заре» А. К. Гулакяна — Вааг
- 1938 — «Капутан» Д. К. Демирчяна — Микаэлян
- 1940 — «Страна родная» Д. К. Демирчяна — Вест Саркис
- 1942 — «Фельдмаршал Кутузов» В. А. Соловьёва — Денис Давыдов
- 1942 — «Фронт» А. Е. Корнейчука — генерал Огнев
- 1944 — «Убитый голубь» Нар-Доса — Тусян
- 1946 — «Бесприданница» А. Н. Островского — Сергей Сергеевич Паратов
- 1947 — «Русский вопрос» К. М. Симонова — Смит
- 1949 — «Московский характер» А. В. Софронова —  Потапов
- 1951 — «Вишнёвый сад» А. П. Чехова — Ермолай Алексеевич Лопахин
- 1951 — «Живой труп» Л. Н. Толстого — Виктор Михайлович Каренин
- 1952 — «Микаэл Налбандян» А. А. Араксманяна и З. Вартаняна — Микаэл Налбандян
- 1953 — «Дети солнца» М. Горького — Чепурной
- 1957 — «Под одной крышей» Г. М. Боряна — Арташес
- 1959 — «Хаос» по А. М. Ширванзаде — Смбат
- 1960 — «Весенний дождь» Г. А. Тер-Григоряна — Тигран
- «На мосту» Г. М. Боряна — Арсен
- «Высоты» Г. М. Боряна — Авалян
- «Ещё одна жертва» Г. М. Сундукяна — Микаэл
- «Из-за чести» А. М. Ширванзаде — Отарян
- "«Намус» («Честь») по А. М. Ширванзаде — Рустам
- «Тегеран» по Г. С. Севунцу — Азади
- «Егор Булычов и другие» М. Горького — Звонцов
- «Лес» А. Н. Островского — Геннадий Демьянович Несчастливцев
- «Свадьба Кречинского» А. В. Сухово-Кобылина — Михаил Васильевич Кречинский
- «Птицы нашей молодости» И. П. Друцэ — Павел
- «Великая сила» Б. С. Ромашова — Шибанов
- «Чужая тень» К. М. Симонова — Макеев
- «Опытное поле» Н. Заряна — Карсестян
- «Отелло» У. Шекспира — Яго
- «Тяжела ты, шапка Гиппократа» Вардгеса Петросяна — Профессор Рштуни
- «Гамлет» У. Шекспира — Клавдий[4].

### Фильмография
- 1926 — Шор и Шоршор (короткометражный) — сатана
- 1935 — Пепо — Какули
- 1937 — Шесть залпов (короткометражный) — офицер
- 1938 — Зангезур — Макич
- 1939 — Севанские рыбаки — Арам
- 1939 — Горный марш — Вардан
- 1941 — Кровь за кровь (короткометражный) — командир танка
- 1941 — Семья патриотов (короткометражный) — Левон
- 1943 — Давид-Бек — С. Г. Шаумян
- 1947 — Анаит — Грант
- 1950 — Второй караван (не завершен)
- 1955 — В поисках адресата — Сурен
- 1955 — Призраки покидают вершины — Сатунц
- 1956 — Сердце поёт — Маркарян
- 1957 — Кому улыбается жизнь — Мецатурян
- 1957 — Лично известен — Кон
- 1958 — О чём шумит река — Дарбинян
- 1960 — Рождённые жить — Петросян
- 1961 — Двенадцать спутников — Минасян
- 1964 — Трудный перевод — Давтян
- 1966 — Охотник из Лалвара — Аваг